# Isaevmorenen
Isaevmorenen är en kulle i Antarktis. Den ligger i Östantarktis. Norge gör anspråk på området. Toppen på Isaevmorenen är 1 371 meter över havet.
Terrängen runt Isaevmorenen är varierad. Trakten är obefolkad. Det finns inga samhällen i närheten. 